# Sonja Ziemann
Sonja Ziemann, nata Alice Toni Selma Ziemann (Eichwalde, 8 febbraio 1926 – Monaco di Baviera, 17 febbraio 2020), è stata un'attrice tedesca,  che è stata attiva tra il 1942 ed il 1997, famosa per pellicole come I pirati del cielo (1959) e Il ponte di Remagen (1969).

## Biografia
Figlia di un commercialista, cominciò a studiare danza all'età di dieci anni, per finire il suo apprendistato alla scuola berlinese di Tatjana Gsovsky.
La sua carriera cinematografica ebbe inizio nel 1941 ma divenne una delle prime stelle del cinema tedesco del secondo dopoguerra con film appartenenti al filone della commedia sentimentale come Due mogli per ogni uomo (1951) e Il ballo dell'imperatore (1956).
Nel 1970 la sua esistenza fu segnata dalla tragedia: il suo unico figlio morì di cancro ad appena sedici anni, a soli sette mesi dalla morte per suicidio del suo secondo marito, lo scrittore Marek Hłasko.
Nel 1989 si sposò per la terza volta con lo scrittore e regista Charles Regnier, morto nel 2001.
Ritiratasi dalle scene, visse in una casa di riposo presso Monaco fino alla morte avvenuta il 17 febbraio 2020, all'età di 94 anni.

## Filmografia
- Ein Windstoß, regia di Walter Felsenstein (1942)
- Die Jungfern vom Bischofsberg, regia di Peter Paul Brauer (1943)
- Geliebter Schatz, regia di Paul Martin (1943)
- Eine kleine Sommermelodie, regia di Volker von Collande (1944)
- Hundstage, regia di Géza von Cziffra (1944)
- Freunde, regia di E.W. Emo (1945)
- Liebe nach Noten, regia di Géza von Cziffra (1945)
- Allez Hopp, regia di Hans Fritz Köllner (1946)
- Sag' die Wahrheit, regia di Helmut Weiß (1946)
- Spuk im Schloß, regia di Hans H. Zerlett (1947)
- Liebe nach Noten, regia di Géza von Cziffra (1947)
- Herzkönig, regia di Helmut Weiss (1947)
- Danke, es geht mir gut, regia di Erich Waschneck (1948)
- Wege im Zwielicht, regia di Gustav Fröhlich (1948)
- Nichts als Zufälle, regia di E.W. Emo (1949)
- Schwarzwaldmädel, regia di Hans Deppe (1950)
- Die lustigen Weiber von Windsor, regia di Georg Wildhagen (1950)
- Schön muß man sein, regia di Ákos Ráthonyi (1951)
- Due mogli per ogni uomo (Die Frauen des Herrn S.), regia di Paul Martin (1951)
- La ladra di Bagdad (Die Diebin von Bagdad), regia di Carl Lamac (1952)
- Am Brunnen vor dem Tore, regia di Hans Wolff (1952)
- Suprema confessione, regia di Sergio Corbucci (1956)
- Il ballo dell'imperatore (Kaiserball), regia di Franz Antel (1956)
- Gli italiani sono matti, regia di Duilio Coletti e Luis María Delgado (1958)
- Tabarin, regia di Richard Pottier (1958)
- I pirati del cielo (Abschied von den Wolken), regia di Gottfried Reinhardt (1959)
- Le vie segrete (The Secret Ways), regia di Phil Karlson (1961)
- Il mistero del signor Cooper (A Matter of WHO), regia di Don Chaffey (1961)
- Donne senza paradiso - La storia di San Michele (Axel Munthe - Der Arzt von San Michele), regia di Giorgio Capitani e Rudolf Jugert (1962)
- Il ponte di Remagen (The Bridge at Remagen), regia di John Guillermin (1969)